# Ignacy Kwarta
Ignacy Kwarta (ur. 25 lipca 1898 w Poczapińcach, zm. 23 maja 1945 w Krakowie) – doktor nauk medycznych, więzień Auschwitz-Birkenau, działacz społeczny.

## Młodość
Urodzony w rodzinie chłopskiej, był synem Jakuba. Wczesne dzieciństwo spędził w Poczapińcach (obecnie Ukraina); po ukończeniu szkoły powszechnej we wcześniej wspomnianej miejscowości kontynuował naukę w gimnazjum w Tarnopolu, aż do wybuchu I wojny światowej. W 1916 udał się wraz z rodziną do Wiednia, gdzie 26 lutego 1917 zdobył świadectwo dojrzałości, po uprzednim zdaniu egzaminu w języku polskim. Od kwietnia 1916 (do końca wojny) pozostawał w służbie wojskowej w armii Austro-Węgier, dochodząc do szarży podporucznika. Po odzyskaniu przez Polskę niepodległości wstąpił do polskiej armii. 20 października 1919 rozpoczął studia medyczne na wydziale lekarskim Uniwersytetu Jana Kazimierza we Lwowie. Jako stypendysta Ministerstwa Obrony Narodowej 4 grudnia 1924 uzyskał tytuł doktora wszech nauk lekarskich.

## Praca po studiach
Po ukończeniu studiów został skierowany został do wojskowej służby medycznej w Korpusie Ochrony Pogranicza w Batalionie "Ludwikowo", pełniąc tam funkcję lekarza. W późniejszym czasie obłożono go zarzutami o współpracę z komunistami, a także odmowę wypisania nieprawdziwego aktu zgonu członka bandy przemytniczej zastrzelonego w czasie potyczki granicznej, dając tym samym dowód lekarskiej niezawisłości (według niektórych źródeł mówi się o zastrzelonym członku bojówek ukraińskich, co jest błędne zarówno z uwagi na odcinek granicy, jak i czas zdarzenia), co w ostateczności przyczyniło się do zwolnienia ze służby przed 1 listopada 1926 r., ponieważ dokumenty wykazujące liczbę oficerów ze wspomnianego dnia, nie zawierają jego nazwiska.
Niedługo po odbyciu przeszkolenia dla lekarzy powiatowych w maju 1929 podjął pracę w Świeciu koło Grudziądza. Oprócz pracy zawodowej, zorganizował też młodzieżowe koło „Wici” i oddział Towarzystwa Uniwersytetów Robotniczych. Uczestniczył też w dyskusjach w Kole Wolnomyślicieli.
Po oskarżeniu o działalność komunistyczną został zwolniony z pracy i w 1931 przeniósł się do Warszawy, a władze rozwiązały lokalną organizację Towarzystwa Uniwersytetów Robotniczych w Świeciu. W Warszawie Kwarta został referentem w Ministerstwie Opieki Społecznej, gdzie jednak już w październiku 1933 został zawieszony w obowiązkach, a w styczniu kolejnego roku zwolniony.

## Przed II wojną światową w Jędrzejowie
Ostatnim miastem pobytu Ignacego Kwarty był Jędrzejów. Znalazł się tutaj za pośrednictwem Feliksa Przypkowskiego, który pragnął, aby Kwarta został jego następcą. Od 15 sierpnia 1934 sprawował funkcję lekarza powiatowego w Jędrzejowie.
W Jędrzejowie kontynuował swoją działalność polityczną, współpracując z komunistami, socjalistami i ludowcami, a także z organizacją Związku Młodzieży Wiejskiej „Wici”. Angażował się w działalność społeczną, był prezesem lokalnego oddziału Polskiego Czerwonego Krzyża, współtworzył oddział Towarzystwa Uniwersytetu Robotniczego TUR i prowadził szkolenia drużyn ratowniczych. Wygłaszał wykłady propagandowe w Lidze Ochrony Powietrznej i Przeciwgazowej, w Powiatowym Komitecie Przysposobienia Wojskowego i Wychowania Fizycznego oraz w Komitecie do Walki z Gruźlicą. Miejscowa ludność ceniła go za humanitarne gesty, jakie czynił w stosunku do najuboższych, udzielając bezpłatnych porad, a nawet przekazując pieniądze na zakup najpotrzebniejszych lekarstw.
Wygłaszane przez niego lewicowe poglądy oraz kontakty z działaczami PPS (m.in. ze Stanisławem Dubois) spowodowały, że 2 listopada 1934 został aresztowany pod zarzutem publicznej krytyki władz sanacyjnych i osadzony na Zamku w Kielcach. W więzieniu podjął dwutygodniowy strajk głodowy. Na skutek licznych interwencji opinii publicznej, prasy PPS, protestów komunistów z Francji i innych krajów, a także staraniem żony doktora Kwarty, Marii, która dotarła do prezydenta Ignacego Mościckiego z prośbą o uwolnienie, opuścił więzienie 22 stycznia 1935. Jednocześnie wojewoda kielecki zwolnił go ze stanowiska lekarza powiatowego i zawnioskował o przeniesienie na emeryturę.
W ostatnich latach przed wojną Kwarta pozostawał zaangażowany w lewicową działalność społeczną, przewodniczył oddziałowi TUR w Jędrzejowie, w 1935 uczestniczył w akcji bojkotu wyborów parlamentarnych. Na wiecach propagował ideę utworzenia ludowego frontu antyfaszystowskiego. Był też współorganizatorem imprez kulturalnych.

## II wojna światowa
We wrześniu 1939 Kwarta, jako inwalida wojenny z czasów I wojny światowej, kiedy to doznał postrzałowego złamania prawego ramienia, nie brał udziału w kampanii wrześniowej, przygotował natomiast szpital dla rannych w Jędrzejowie.
W czasie okupacji niemieckiej był obserwowany i szykanowany. Zabroniono mu opuszczania miasta i odwiedzania chorych w porze nocnej. Jesienią 1939 w mieszkaniu doktora przeprowadzono rewizję, a następnie aresztowano go i przetrzymywano w magistrackim areszcie jako zakładnika. Do działalności konspiracyjnej włączył się wiosną 1940. Był współorganizatorem powstałej na terenie Jędrzejowa lewicowej organizacji „Młot i Sierp”. Należał też do Straży Chłopskiej „Chłostry”, przemianowanej później na Bataliony Chłopskie.
W nocy z 14 na 15 czerwca 1942 został aresztowany przez Gestapo, a następnie przewieziony do więzienia na ulicy Zamkowej w Kielcach. We wrześniu 1942 został umieszczony w niemieckim obozie koncentracyjnym Auschwitz-Birkenau, otrzymując numer 62526. Podczas pobytu w obozie zachorował na gruźlicę. Mimo umieszczenia go w obozowym szpitalu, tzw. Bloku 20, oraz zastosowania leczenia, choroba stale postępowała, przeżył jednak, dzięki fachowej opiece dr. Władysława Tondosa. Pracujący z nim Józef Mężyk, student medycyny, napisał: Wśród ciągłych intryg, szantaży, fantastycznego szpiegostwa, groźby, infekcji, oraliśmy ten beznadziejny ugór obydwaj, wychodząc obronną ręką z wszelkich haczyków, pułapek itd. Niezależnie od choroby pełnił posługę lekarską, pomagając obozowemu ordynatorowi. Po wyzwoleniu obozu przez armię radziecką 27 stycznia 1945, został przewieziony wraz z grupą współwięźniów do szpitala na Białym Prądniku w Krakowie, skąd na początku lutego został zabrany do Jędrzejowa przez Antoniego Patrzałka.

## Działalność po wojnie
14 marca 1945 został mianowany dyrektorem szpitala, natomiast 20 marca został przewodniczącym Powiatowej Rady Narodowej w Jędrzejowie. 23 maja 1945 zmarł na gruźlicę w szpitalu w Krakowie. Został pochowany w Jędrzejowie na cmentarzu parafialnym Świętej Trójcy.
28 czerwca 1945 Rada Narodowa przemianowała dawną ulicę Prostą w Jędrzejowie na ul. dr Ignacego Kwarty. W 2017 roku Rada Miejska w Jędrzejowie przywróciła nazwę „ulica Prosta”.
W ocenie Instytutu Pamięci Narodowej nazwa ulicy imienia Ignacego Kwarty wypełnia normę ustawy o zakazie propagowania komunizmu.